# ۴۰۲ (پیش از میلاد)
۴۰۲ (پیش از میلاد) ۴۰۲مین سال قبل از تقویم میلادی است.